# Mr Love: Queen’s Choice
Mr Love: Queen’s Choice (кит. 恋与制作人, пиньинь Liàn yǔ zhìzuò rén, буквально: «Любовь и продюсер») — китайская мобильная отомэ-игра в жанре визуальный роман/симулятор жизни.
На основе игры на студии MAPPA был снят аниме-сериал, известный под японским названием игры Koi to Producer: Evol x Love (яп. 恋とプロデューサー～Evol×Love～ кой то пуродю:са ～EVOL×LOVE～, любовь и продюсер ～EVOL×LOVE～), премьера которого состоялась 16 июля 2020 года.

## Сюжет
Главная героиня истории (игрок) наследует от отца телевизионную компанию и становится её продюсером. Компания на грани разорения, но героиня берется за работу и ищет возможности создавать и выпускать разные телепрограммы. По ходу она сталкивается с 4-мя мужчинами, которые проявляют к ней интерес.
В историю оказываются замешаны сверхъестественные силы, которые получают владельцы уникальной способности EVOL (англ. love — «любовь» наоборот), секретные организации и тайны из прошлого.

## Персонажи
Виктор (англ. Victor) / Дзэн (яп. ゼン) — основатель и генеральный директор крупной корпорации Loveland Financial Group (LFG). Он трудоголик и серьезно относится к своей работе, построив финансовую империю за восемь лет. Именно его корпорация берётся за финансирование компании героини. Его EVOL — управление временем. Он довольно строг с героиней.
Сэйю: Томокадзу Сугита
Гэвин (англ. Gavin) / Хаку (яп.  ハク) — с виду обычный полицейский, на деле он работает на EVOL и в основном выполняет опасные миссии, связанными с мутантами. Учился в одной школе с героиней, но в те времена слыл хулиганом. Его EVOL — управление ветром, благодаря чему он может знать, что происходит на расстоянии, или, например, летать. Он откровенно симпатизирует героине и постоянно приглядывает и защищает ее.
Сэйю: Юки Оно
Киро (англ. Kiro) / Кира  (яп. キラ) — суперзвезда. Дружелюбный, талантливый и трудолюбивый. Он никогда не был замешан ни в какие скандалы. Иногда он может быть игривым, но когда наступит кризис, он становится бдительным и наблюдательным. Его EVOL — абсолютное очарование. Он также является легендарным хакером под ником KEY, который он унаследовал от своего наставника. Был одним из учеников приюта «Чёрный лебедь».
Сэйю: Тэцуя Какихара
Люсьен (англ. Lucien) / Симон  (яп. シモン) — известный учёный, с детства обладавший высоким IQ. Он с легкостью читает окружающих и очаровывает их. Его EVOL — копирование сил других, использованных против него.
Сэйю: Дайсукэ Хиракава

## Медиа

### Игра
Игра была выпущена 20 марта 2019 года в Google Play для Великобритании. В Японии выход игры состоялся под названием Love and Producer ~EVOL×LOVE~ (яп. 恋とプロデューサー ～EVOL×LOVE～ Koi to Purodyūsā ～EVOL×LOVE～).
Успех игры привёл к комментариям в китайских и международных СМИ о том, что женщины предпочитают игру встречам с реальными мужчинами, несмотря на существующий в китайском обществе дисбаланс полов из-за политики одного ребёнка, приведший к большей рождаемости мальчиков.
4 июня 2021 года разработчик игры Papergames объявил о разрыве отношений с актёром озвучивания Джоной Скоттом (английский голос Виктора) из-за того, что тот опубликовал в своём твиттере сообщение: «Taiwan is a country» (с англ. — «Тайвань - это страна»), что является острым политическим вопросом в Китае. В ответ на это актёры Шон Чиплок (Киро) и Джо Зея (Гэвин) высказали свою солидарность и отказ от дальнейшей работы над игрой, пока Скотт не вернётся в проект. Строки, озвученные всеми тремя актёрами, были убраны из игры.

### Аниме
8 июля 2019 года состоялся анонс аниме-сериала. Производством занялась студия MAPPA совместно с Emoto Entertainment под руководством режиссёра Сакай Мунэхиса, по сценарию Киёко Ёсимура. Музыкальное сопровождение написал Ютаро Миура, за дизайн персонажей отвечает Дзинсити Ямагути. Премьера сериала состоится 16 июля 2020 года на телеканалах Tokyo MX, Sun TV, BS-NTV, AT-X, при этом трансляция по всему миру пройдёт на сервисе Crunchyroll. Начальную композицию сериала Dark Gray Dawn исполняет Ютаро Миура, завершающую Snow That Flies Down — Кономи Судзуки.

## Критика
С самого начала было заявлено, что стиль сюжета аниме будет напоминать Domestic Girlfriend, но гораздо более мрачный и серьёзный, как у Durarara!. По начальным сериям аниме выглядит как типичное сёдзё.
Одной из черт, заметно выделяющих аниме от других представителей жанра, является характер героини. Она не ждет спасения от героев, а делает все в своих силах, чтобы продолжать жить, и противостоит как Виктору, так и таинственной организации, стоящей за всем, что творится вокруг. Пусть ее действия не всегда самые разумные, но она не попадает в свойственный жанру образ «слишком глупа, чтобы жить». В то же время мужские персонажи соответствуют привычным архетипам, но не обращаются к ней снисходительно, пытаясь уговорить сидеть дома, как это часто бывает в произведениях жанра, а вместо этого предлагают помощь или приглашают работать вместе.

## Примечание
1. 1 2  Mr Love: Queen's Choice TV Anime's Teaser Reveals 2020 Premiere. Anime News Network (16 апреля 2020). Дата обращения: 17 апреля 2020. Архивировано 8 июля 2019 года.
2. 1 2 3  Hodgkins, Crystalyn. Mr Love: Queen's Choice TV Anime Reveals Theme Song Artists, July 15 Debut. Anime News Network (15 июня 2020). Дата обращения: 15 июня 2020. Архивировано 17 декабря 2020 года.
3. ↑  Beijing, Didi Tang. Women ditch real men to play dating game Love and Producer. Thetimes.co.uk (22 декабря 2018). Дата обращения: 23 декабря 2018. Архивировано 16 ноября 2020 года.
4. ↑  Li, Jessie. China's Hottest Bachelors Are Animated Characters. The Atlantic (15 декабря 2018). Дата обращения: 23 декабря 2018. Архивировано 7 июня 2021 года.
5. ↑  Lynzee Loveridge. Voice Actor Jonah Scott Removed from Mr Love Queen's Choice Game Following Support of Taiwan (англ.). Anime News Network (5 июня 2021). Дата обращения: 7 июня 2021. Архивировано 6 июня 2021 года.
6. ↑  Lynzee Loveridge. Papergames Removes Voice Actors Sean Chiplock, Joe Zieja from Mr Love: Queen's Choice Game (англ.). Anime News Network (7 июня 2021). Дата обращения: 11 июня 2021. Архивировано 11 июня 2021 года.
7. ↑  Koi to Producer EVOLxLOVE Otome Romance Game Gets TV Anime by MAPPA. Anime News Network (8 июля 2019). Дата обращения: 8 июля 2019. Архивировано 8 июля 2019 года.
8. ↑  Невский, Борис. Новое фантастическое аниме лета 2020: что стоит смотреть? Мир фантастики (4 августа 2020). Дата обращения: 17 августа 2020. Архивировано 20 августа 2020 года.
9. 1 2 3 4  The Best (And Worst) Anime of Summer 2020 (англ.). Anime News Network (28 сентября 2020). Дата обращения: 4 октября 2020. Архивировано 29 октября 2020 года.